# ایشینسک
ایشینسک (به لاتین: Ishinsk) یک منطقهٔ مسکونی در روسیه است که در جمهوری آلتای واقع شده‌است.